# 擦绒·旺秋杰布
擦绒·旺秋杰布（藏語：ཚ་རོང་དབང་ཕྱུག་རྒྱལ་པོ་，威利转写：dBang-phyug-rgyal-po，1866年—1912年4月）藏族，西藏拉萨人，西藏贵族，噶厦噶伦。

## 生平
擦绒·旺秋杰布是擦绒家族成员。其女仁钦卓玛在《西藏的女儿》一书中写道：“父亲是个高个子、英俊的男人。他有很好的绘画能力，还能弹奏许多乐器，像‘扎年’（六弦琴）、‘琵琶’和‘林布’（长笛）。他最为喜欢的乐器是汉族的扬琴，扬琴和竖琴有相同的弦，并且还要用两根木棍来敲打。父亲常常邀请孜本龙厦到家做客，因为他弹的一手好琵琶。而在家中数我哥桑珠次仁吹的笛子最好。每当他们吹、拉、弹奏时，母亲和着音乐的节拍跳起优美的舞蹈。”
1903年4月，擦绒·旺秋杰布被派往春丕河谷边境时，是前藏代本。但他未能说服英国人不向西藏格乌冈（Gevu-sgang, Giaogang）以外地区进军。1903年7月22日，他奉西藏噶厦之命和荣赫鹏在西藏南部的崗巴宗（今岗巴县）会晤，但毫无效果。此后直到秋季，他一直滞留当地，但未能展开进一步会谈，后来不得不返回拉萨。此前1902年英国借口查界，出兵侵入西藏崗巴宗（亦称康巴宗，是班禅所属地区）。1903年4月16日英印政府向清朝政府提议，在崗巴宗举行中英谈判，解决“定界”和“游牧”问题。英方谈判代表为荣赫鹏上校，另有“卫队”200人。英军于1903年7月7月越过边界侵占了崗巴宗要塞。7月18日荣赫鹏抵达当地。清朝驻藏大臣派出何光燮、亚东税务司巴尔（Captain William Randall McDonald Parr，英国人），西藏噶厦派出大仲译策墨林·阿旺羅桑丹貝堅贊、前藏代本擦绒·旺秋杰布（清朝汉文史料中作“西藏大仲译罗布藏称勒、花翎前藏戴琫汪曲结布”）到崗巴宗，到达后劝阻英国人不要越过边界。清朝政府及西藏噶厦始终立场明确：在英国军队侵入西藏领土的情况下，不能谈判。但英方坚持要在崗巴宗谈判，双方当即陷入僵局。荣赫鹏提出各种要求，试图将所有责任推到中方身上，并试图制造纠纷来证明非以武力不能解决问题，以此取得英国政府批准进军西藏的计划。何光燮认为“此次荣赫鹏之意，又将借题发挥，种种为难，思之实无抗救良法。”不久称病回拉萨，会谈继续陷于僵局。同时印度总督寇松在向英国政府提出不得不进攻西藏时，提出如下理由：（1）以两个为英国从事间谍活动的锡金人在西藏日喀则被捕后拷打致死的传闻，要求入侵拉萨（但事实上这两个可疑的锡金人在西藏的监狱受到良好待遇并随后获释）；（2）达赖虽同意在崗巴宗举行会议，但西藏代表拒绝同英使谈判（事实上是荣赫鹏拒绝撤兵，也不承认西藏代表）；（3）中国方面尚未派遣有适当地位的代表；（4）中国方面遇事迁延不决。在崗巴宗的荣赫鹏除等待进一步指示外，无所作为。因临近冬季，英军只好在1903年10月自动从崗巴宗撤退，荣赫鹏也在11月返回印度与总督寇松商议进军西藏的计划。1903年12月，英国发动英藏战争，出兵侵略西藏。
1903年底或1904年初，已回到拉萨的擦绒·旺秋杰布被任命为西藏噶厦噶伦。他是第二次英藏战争中参与《拉萨条约》谈判的藏方代表之一。1906年，清政府派张荫棠查办藏事，于“是年十月十二日到达拉萨”。张荫棠到拉萨后，采取了一系列治藏新政策，根据新政策的纲领，设立了交涉、督练、盐茶、财政、交通、工商、学务、农务、巡警共九大机构，任命新的噶伦次丹旺秋为交涉、工商局的负责人，噶伦擦绒·旺秋杰布为督练、交通和盐茶等三个局的负责人，任命噶伦喇嘛罗桑赤列为财政、学务、巡警等三个方面的负责人。
1907年（光绪三十三年），张荫棠奉清政府之命启程前往英属印度西姆拉时，擦绒·旺秋杰布是他的随员。1907年7月，擦绒·旺秋杰布到英属印度大吉岭，随后于8月初抵达西姆拉，身份是中方代表张荫棠的随员。12月，他在加尔各答。不久，他代表西藏噶厦签订了1908年贸易协定。
1910年，清政府派钟颖率领川军进驻西藏（随后成为驻藏陆军）。由于川军抵达拉萨后开枪乱击、掠夺民众财物等造成拉萨恐慌，十三世达赖逃往英属印度。达赖临行前召甘丹赤巴策墨林活佛到布达拉宫，命其担任摄政，代理政教事务。随后达赖临时决定携司伦夏扎·班觉多吉、雪康·次丹旺秋、锵清·阿旺钦若班桑、代理噶伦次丹旺秋、噶伦桑颇、代理噶伦贡塘丹增旺布六位噶厦官员逃往英属印度。擦绒·旺秋杰布被留在拉萨继续作为噶伦主持政务，成为西藏噶厦的实际掌权者。
1911年，辛亥拉萨动乱爆发，驻藏陆军先是内讧兵变，后又劫掠拉萨僧俗，并于1912年3月进攻色拉寺以掠取财物。在英国支持下，流亡印度的达赖发表《告民众书》，并派达桑占堆返回西藏组织起万余人的西藏民军，在达桑占堆指挥下进攻江孜、日喀则、拉萨的驻藏陆军，并最终将驻藏陆军驱逐出西藏。在这场动乱中，西藏不少僧俗贵族都支持达赖，而九世班禅及其班禅系统、丹杰林寺、哲蚌寺的僧众及部分噶厦官员支持驻藏陆军。噶伦擦绒·旺秋杰布也被视为支持驻藏陆军。史料记载不尽相同，有的说“噶伦擦绒·旺秋杰布为首的一部分人通过私下谈判，解除了清军与藏军之间的僵局，而另一部分人则不赞同这种和解，散布谣言加以抨击。”也有的说“西藏地方政府的噶伦擦绒·旺秋杰布、噶仲察厦巴、丹杰林等大力支持川军，使西藏的形势更加复杂化。”擦绒·旺秋杰布作为留守拉萨的噶伦，其目的是解除两军间矛盾以平息动乱，还是有意偏袒驻藏陆军，现已不得而知。但当时因驻藏陆军抢劫扰民行为恶劣，西藏大部分藏族民众对其并无好感，对偏袒驻藏陆军的噶厦官员也很不满。当时拉萨流行有讽刺歌谣：“彩窗密室孔雀呜，水掺牛奶混不清。日为金鸟飞噶厦，夜变凡雀栖衙门。”（衙门指清朝驻藏大臣衙门。）
擦绒·旺秋杰布觉察到了危机，“致函正在萨迦谿卡避居的长子，令其速返。噶准接信后，见事紧急，连忙赶回拉萨。从父命接任藏军前线副指挥官之职。”（噶准是其长子当时担任的噶厦官职）但这一补救措施为时已晚。1912年4月初，擦绒·旺秋杰布正在布达拉宫主持噶厦会议时，色拉寺一伙喇嘛闖进会议室高呼“噶伦旺秋杰布是内奸”，并且抓住他的发髻不放。擦绒·旺秋杰布当场表示自己没做过任何有损噶厦和达赖意旨的事，但话音未落就被推下石阶，拖到多仁朗玛（布达拉宫下边第一个石碑）杀害。他担任噶准的长子桑珠次仁也被抓到玉妥林卡，捆在一棵大树上，胸前被划个黑圈当靶子射击，当场被击毙。
擦绒·旺秋杰布父子被杀后，擦绒家族处境困难，五个女儿和大儿媳仁增曲珍生活无着。仁增曲珍的胞兄擦珠活佛向已回到拉萨的达赖举荐达桑占堆，达赖乃命达桑占堆还俗，带着妹妹央金卓嘎入赘贵族擦绒家族。达桑占堆娶了擦绒·旺秋杰布的长女白玛卓嘎与大儿媳仁增曲珍。达赖首先以晋升在同驻藏陆军的战争中有功人员的名义，使达桑占堆从平民一跃升为札萨，成为贵族，随后将擦绒·旺秋杰布的田庄、百姓完全赐给达桑占堆，并颁赐札萨所用印章及全套服饰，还赐了一串念珠、几匹马和马鞍等物。达桑占堆由此成为札萨擦绒·达桑占堆，是擦绒家族新的家长。